# Тхубон
Тхубон (вьет. Sông Thu Bồn) — река в центральном Вьетнаме.
Длина реки составляет 205 км, на территории её бассейна (10500 км²) проживает 1688 тыс. человек (1985). Основными породами в бассейне реки являются конгломерат, гранит, известняк и песчаник.
Среднегодовая норма осадков в районе реки составляет около 2763 мм в год.
Бассейн большей частью гористый. На 1995 год 52,7 % бассейна реки занимали леса, 8,3 % — рисовые поля, 2,3 % — прочие сельскохозяйственные земли, 35,9 % — травянистые равнины.